# ショー・ミー・ザ・モネ
『ショー・ミー・ザ・モネ』（原題: Show Me the Monet）は、バンクシーによる2005年絵画で、キャンバス地に油彩によって描かれている。クロード・モネの一連の水連の絵画を模した風景の中の日本風の橋を思わせる場面に、交通用カラーコーンと棄てられたショッピングカートを描いている。他の芸術家達の作品を題材としたバンクシーによる連作『クルード・オイルス（原題: Crude Oils、粗野な油彩画群の意味）』の内の一つである。タイトルの『ショー・ミー・ザ・モネ』は「ショー・ミー・ザ・マネー (Show Me the Money)」をもじったものである。
ショッピングカートは大量消費の象徴としてみられ、しばし『ペッカム・ロック』や『ショップ・ティル・ユー・ドロップ (Shop 'Till You Drop)』などのバンクシーの作品に登場する。またモネの絵画をパロディーとした環境汚染をテーマにした作品とも解釈された。
15年後の2020年10月21日にロンドンの競売で755万1600ポンド(約10億3500万円)で売却された。 これは競売にかけられたバンクシーの作品の中で6番目に高い価格である。